# 与野駅

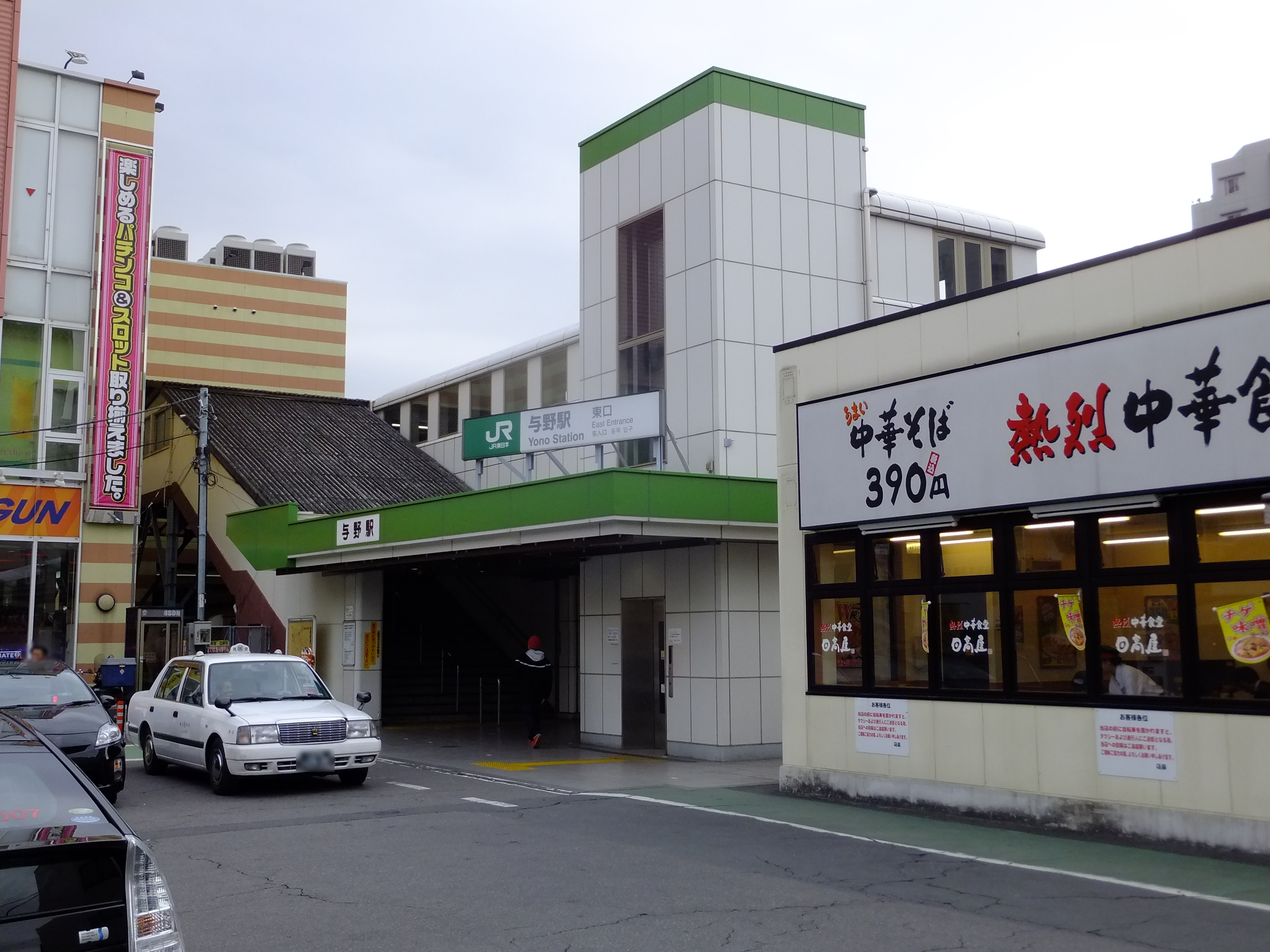
東口（2015年2月）

与野駅（よのえき）は、埼玉県さいたま市浦和区上木崎一丁目にある、東日本旅客鉄道（JR東日本）の駅である。駅番号はJK 45。

## 乗り入れ路線
線路名称上は東北本線および武蔵野線（大宮支線）であり、書類上の分岐駅となっている。旅客列車に関しては東北本線の電車線を走る京浜東北線電車のみが停車し、並走する宇都宮線・高崎線（上野東京ライン）列車や湘南新宿ラインの列車はホームがなく停車しない。旅客案内では「東北（本）線」とは案内されない。
武蔵野線大宮支線は、物理的には当駅北方にある大宮操車場構内で東北貨物線から分岐しており、主に日本貨物鉄道（JR貨物）の貨物列車が経由するが、当駅には貨物線上に旅客の乗降設備がないため、同支線を経由する「むさしの号」「しもうさ号」などの旅客列車は停車できない。

## 歴史
- 1906年（明治39年）4月16日：日本鉄道本線の浦和駅 - 大宮駅間に大原信号所が開設される[2]。
- 1906年（明治39年）11月1日：鉄道国有法により国有化。
- 1909年（明治42年）10月12日：線路名称制定により東北本線の所属となる。
- 1911年（明治44年）：旧与野町民の請願活動の結果もあり、第27帝国議会にて大原信号所を拡張して駅を設置する旨が可決される[3][4]。
- 1912年（大正元年）11月1日：與野停車場が開業[5][2]。この際、与野町民への便宜を図るという開設目的により、与野町に面する西側のみに改札口を設けた。
  - 当時、駅は木崎村と与野町との境界付近の木崎村側にあったこともあり、与野町が「与野駅」、木崎村が「木崎駅」を主張し、鉄道院は「大原駅」の駅名を提示したが、最終的には「与野駅」に落ち着いた[6]。
  - また当時は「與野」と表記され、戦後の当用漢字普及に伴い與野表記は廃れていった[7]。
- 1949年（昭和24年）6月5日：貨物の取り扱いを廃止[8]
- 1951年（昭和26年）9月1日：車扱い貨物の取り扱いを開始[9]
- 1958年（昭和33年）11月24日：東口を開設[10][11]。
- 1959年（昭和34年）
  - 7月1日：貨物の取り扱いを廃止[2]。
  - 9月13日：ホームを東側へ移設[12]。
- 1960年（昭和35年）1月20日：橋上駅舎化[13]。
- 1970年（昭和45年）5月1日：荷物扱い廃止[2]。
- 1973年（昭和48年）4月1日：武蔵野線貨物支線が開業[14]。
- 1987年（昭和62年）4月1日：国鉄分割民営化に伴い、東日本旅客鉄道（JR東日本）の駅となる[2]。
- 1992年（平成4年）12月3日：自動改札機を設置し、使用開始[15]。
- 2001年（平成13年）11月18日：ICカード「Suica」の利用が可能となる[広報 1]。
- 2013年（平成25年）
  - 4月23日：この日をもってみどりの窓口の営業を終了。
  - 5月1日：業務委託化[16]。
- 2020年（令和2年）12月9日：スマートホームドアの使用を開始[17]。

## 駅構造
島式ホーム1面2線を有する地上駅で、橋上駅舎を持つ。京浜東北線上下線の西側には、東北本線の旅客線の複線と貨物線の複々線（東北貨物線の間に武蔵野貨物線）、西端に大宮操車場の引き込み線が3線あり、規模の大きい駅になっている。
JR東日本ステーションサービスが駅管理を受託するさいたま新都心駅管理の業務委託駅。みどりの窓口は2013年4月23日をもって営業を終了した。自動改札機、指定席券売機が設置されている。
改札口正面にNewDays、VIEW ALTTEとみずほ銀行ATMがある。

### のりば
| 番線 | 路線       | 方向 | 行先                       |
| ---- | ---------- | ---- | -------------------------- |
| 1    | 京浜東北線 | 北行 | 大宮方面                   |
| 2    | 京浜東北線 | 南行 | 上野・東京・横浜・磯子方面 |

（出典：JR東日本:駅構内図）

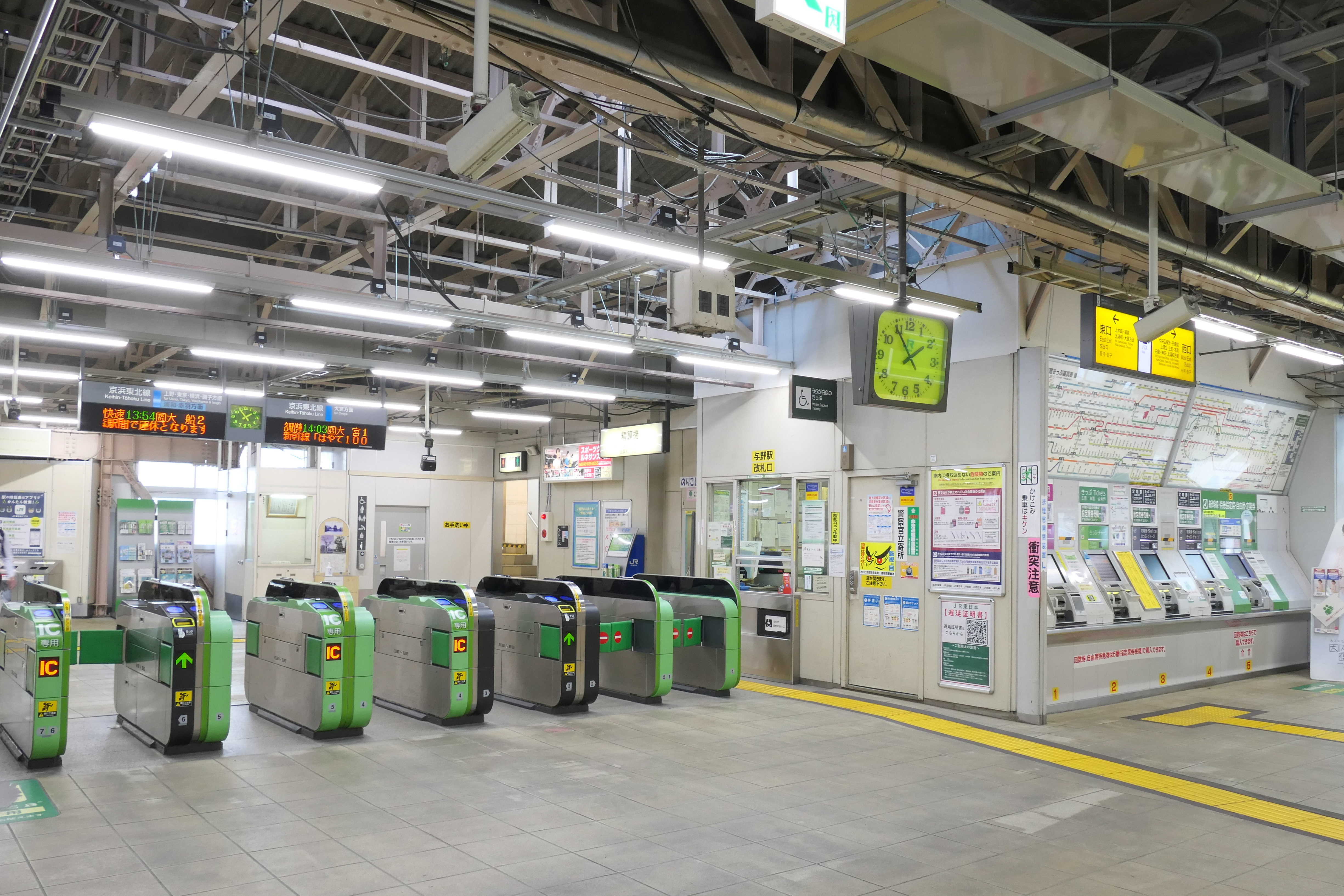
改札口と自動券売機（2021年6月）
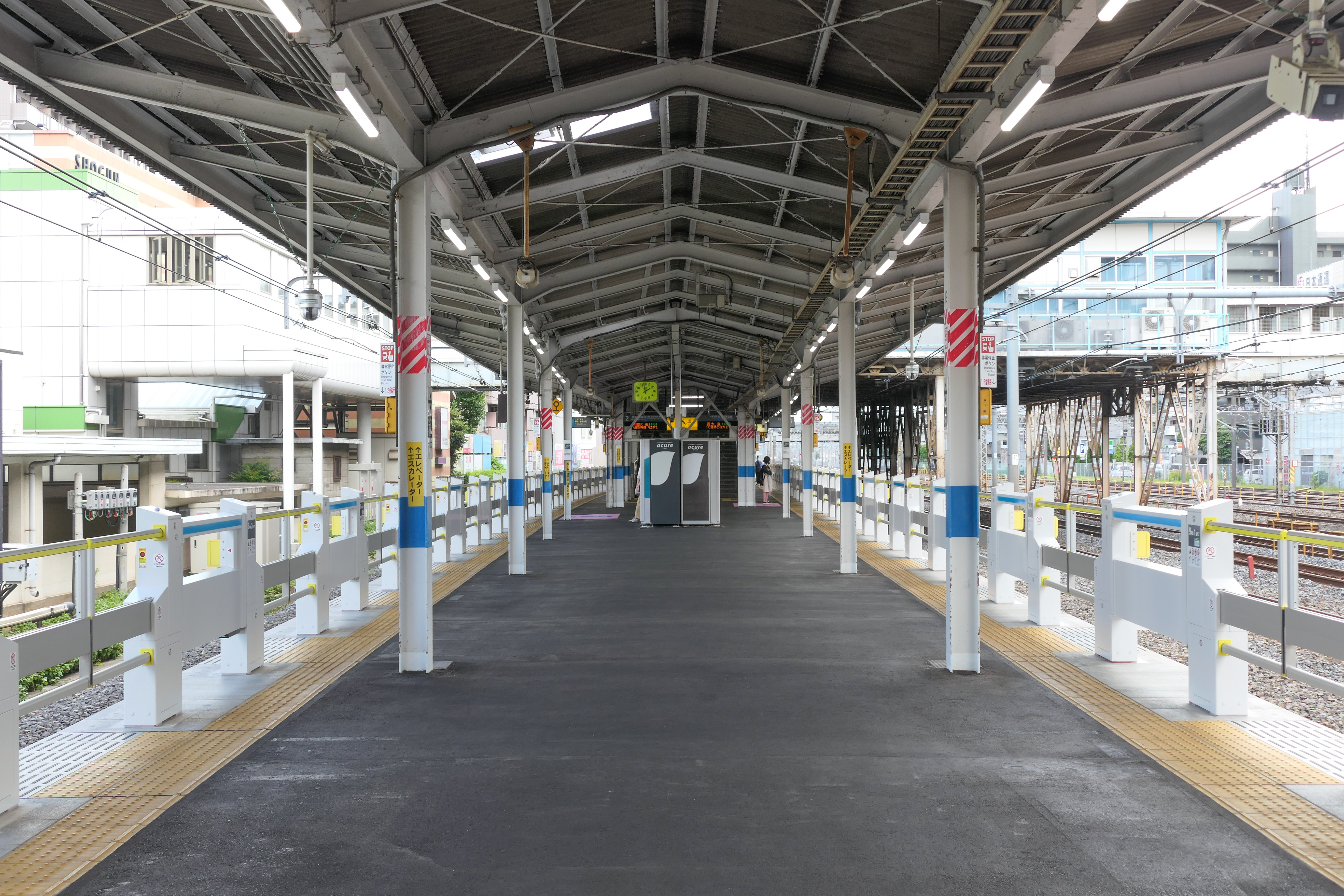
ホーム（2021年6月）
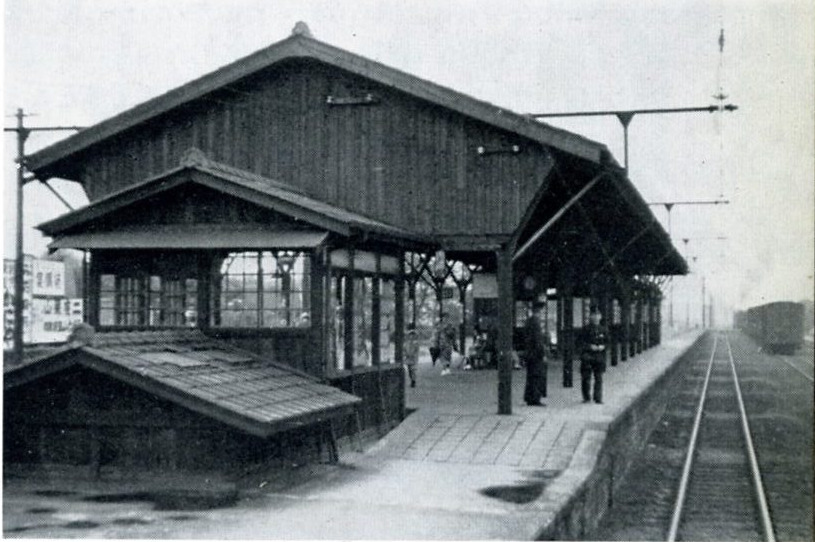
1939年当時のホーム

### 発車メロディ
2007年10月1日から、1番線の発車メロディにさいたま市歌『希望（ゆめ）のまち』が使用されている。
かつては、永楽電気製の「緑の風」「ムーンリバー」や五感工房の「JR-SH6-1」を使用していた。
| 1 | JK | 希望のまち |
| 2 | JK | JR-SH5-3   |

## 利用状況
2023年度（令和5年度）の1日平均乗車人員は25,009人である。2000年（平成12年）に、当駅から約1.1キロメートル大宮寄りにさいたま新都心駅が開業したため利用者が分散し、一時的に多少の減少があった。
JR東日本および埼玉県統計年鑑によると、1990年度（平成2年度）以降の1日平均乗車人員の推移は以下の通り。埼玉県内の京浜東北線の駅で最も利用者数が少ない。
| 年度               | 1日平均 乗車人員 | 出典     |
| ------------------ | ---------------- | -------- |
| 1990年（平成02年） | 21,656           |          |
| 1991年（平成03年） | 22,443           |          |
| 1992年（平成04年） | 23,327           |          |
| 1993年（平成05年） | 23,600           |          |
| 1994年（平成06年） | 23,473           |          |
| 1995年（平成07年） | 23,576           |          |
| 1996年（平成08年） | 24,333           |          |
| 1997年（平成09年） | 24,617           |          |
| 1998年（平成10年） | 24,923           |          |
| 1999年（平成11年） | 25,502           | [ * 1 ]  |
| 2000年（平成12年） | 24,687           | [ * 2 ]  |
| 2001年（平成13年） | 23,881           | [ * 3 ]  |
| 2002年（平成14年） | 23,625           | [ * 4 ]  |
| 2003年（平成15年） | 24,018           | [ * 5 ]  |
| 2004年（平成16年） | 24,180           | [ * 6 ]  |
| 2005年（平成17年） | 24,244           | [ * 7 ]  |
| 2006年（平成18年） | 24,372           | [ * 8 ]  |
| 2007年（平成19年） | 24,915           | [ * 9 ]  |
| 2008年（平成20年） | 25,112           | [ * 10 ] |
| 2009年（平成21年） | 24,863           | [ * 11 ] |
| 2010年（平成22年） | 24,507           | [ * 12 ] |
| 2011年（平成23年） | 24,299           | [ * 13 ] |
| 2012年（平成24年） | 24,417           | [ * 14 ] |
| 2013年（平成25年） | 24,856           | [ * 15 ] |
| 2014年（平成26年） | 25,551           | [ * 16 ] |
| 2015年（平成27年） | 26,063           | [ * 17 ] |
| 2016年（平成28年） | 26,051           | [ * 18 ] |
| 2017年（平成29年） | 26,232           | [ * 19 ] |
| 2018年（平成30年） | 26,498           | [ * 20 ] |
| 2019年（令和元年） | 26,802           | [ * 21 ] |
| 2020年（令和02年） | 21,788           | [ * 22 ] |
| 2021年（令和03年） | 22,739           |          |
| 2022年（令和04年） | 24,127           |          |
| 2023年（令和05年） | 25,009           |          |

## 駅周辺

### 西口
旧与野市の本来の中心市街地は、本町通り（現在の埼玉県道165号大谷本郷さいたま線）沿いにあり、当駅は約1.5キロメートル離れて設置された。このため、駅と市街地をつなぐ埼玉県道119号与野停車場線（駅前通り、与野停車場通り）は、大正時代から市街との往来で栄え、昭和には京浜東北線の駅として都心と直結、国道17号も開通し、西口側には複数の商店街が構成され、付近は住宅地となった。
1985年の埼京線開業により、与野駅を利用する旧与野市民は減少した。1980年代以降は、大宮駅や浦和駅周辺に大規模な商業ビルが開業し、2000年代のさいたま新都心街開きにより、以前からあったものも含め大型商業施設が当駅5km圏内に集中するようになった。これらの環境の変化により、与野駅前通り沿いを中心に空洞化が進み、祭事以外は人の流れは少ない状況である。
毎年7月の中旬の土日に「与野夏祭り」が行われ、駅前商店街が夜の9時まで通行止めとなる。また10月には、与野駅開業80周年を迎えた1991年（大正80年にあたる）より、与野駅西口商店街主催（旧与野市側が後援）で、大正時代の賑わいや風俗を再現する「大正時代まつり」（当初は「大正時代浪漫まつり」）が、与野駅前通りを中心に催されている。

#### 区画整理事業

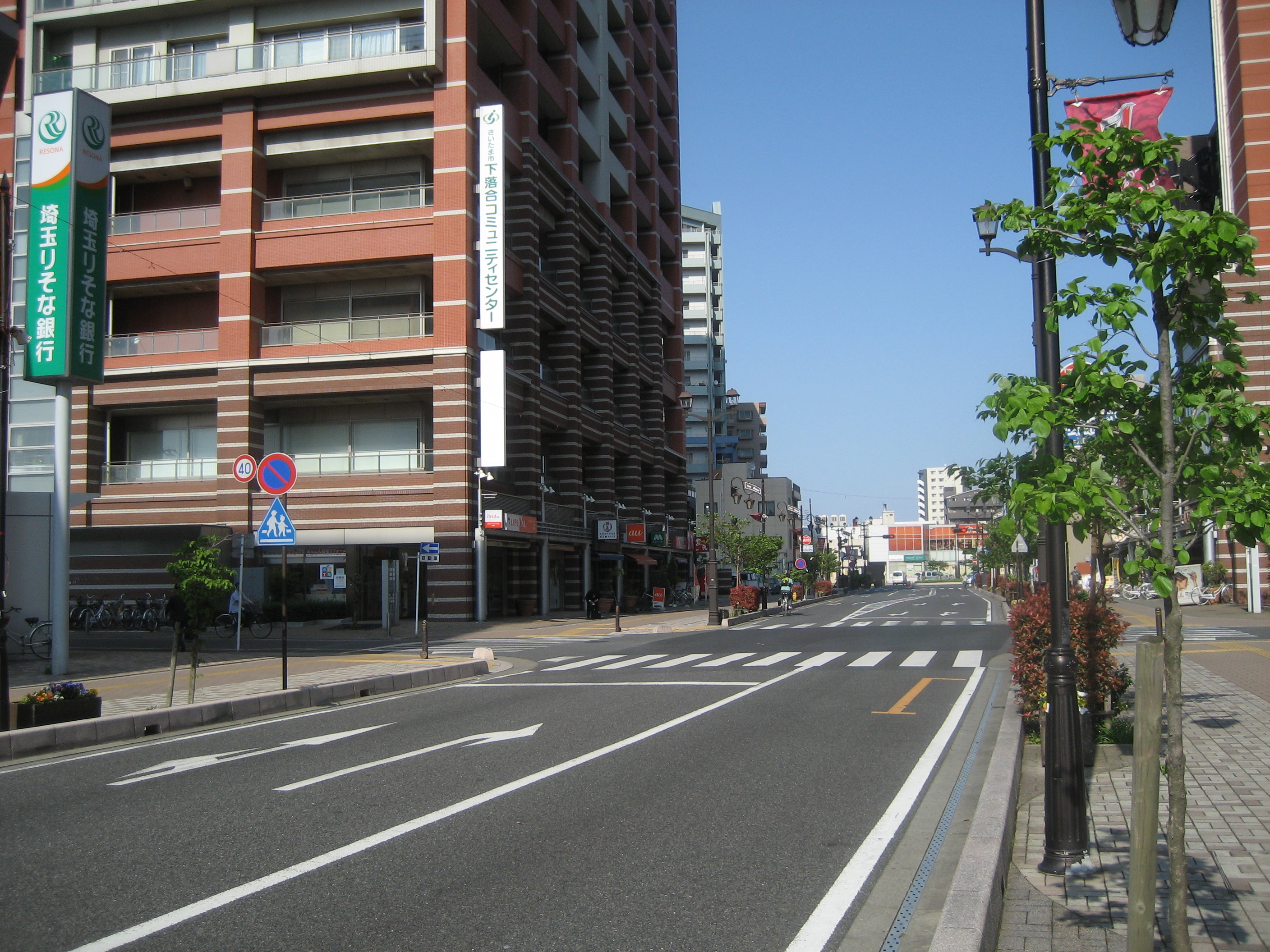
再開発後の街並み（奥が与野駅）

1960年代より埼玉県による土地区画整理事業が策定されていたが、当初は地権者の反対が強く停滞していた。1980年代に埼京線開業や新都心計画などの環境変化があり、1990年代から再開発組合による本格的な開発が進んだ。区画整理と再開発を同時に行っており、再開発は2003年に完了したが、区画整理は継続中である。
- 1996年 - 西口駅前（正確には旧浦和市内）に、14階建て高層マンション「グランデュオ」北街区・南街区が竣工（野村不動産分譲）。
- 2001年春 - 「グランデュオ」南北二棟の中間に、ロータリー、公衆トイレを配した交通広場が完成。
- 2001年9月 - 超高層マンション「シティーマークタワー21」（21階建て、伊藤忠都市開発分譲）、「埼玉県国保会館」（12階建て、埼玉県国民健康保険団体連合会と戸田競艇場運営団体の埼玉県都市競艇組合が入居）竣工。
- 2003年3月 - 超高層マンション「スカイレジデンシャルタワー（ノースタワー・サウスタワー、住友不動産分譲。さいたま市下落合コミュニティセンターが入居）竣工。
- 2003年秋 - 埼玉県道119号与野停車場線の駅前 - 国道17号与野駅入口交差点間の道路拡幅と周辺整備が完了。

#### その他周辺施設
北側
- バーガーキング与野駅店
- 日本郵政グループさいたまビル
- さいたま新都心郵便局（日本郵便さいたま新都心支店併設）
- スーパービバホーム（ビバモール）さいたま新都心店（ビバホーム本社）

西側
- ぎょうざの満洲与野西口店
- 彩鮮館与野店（与野フードセンター本社併設、2023年1月21日より建て替えのため休業中[20] ）
- 与野駅前郵便局
- 埼玉りそな銀行与野支店
- 西友与野店
- でんきちさいたま中央店
- さいたま市中央区役所
- 与野郵便局（日本郵便与野支店・ゆうちょ銀行与野店併設）
- 東進ハイスクール与野校
- 与野本町駅（埼京線） - 約1.2キロメートル、徒歩15分ほど
- ヴィラデマリアージュさいたま

南側
北浦和方面への線路沿いは、中層の集合住宅が所狭しと並んでいる。
- フレスポ与野（2007年開業、鉄道敷地隣接部に建設）
  - 大阪王将フレスポ与野店
- こくみん共済 coop 埼玉推進本部（埼玉県労働者共済生活協同組合）
- こくみん共済 coop 共済ショップさいたま店
- 日本通運埼玉支店
- テクノシティ浦和 - 法人やシステムインテグレーターの本社/データセンター/バックオフィス用途の施設である。
  - さくら浦和ビル（AGS（旧あさひ銀総合システム）、以前はさくら情報システムが入居）
  - 太陽生命 浦和ビル（T&D保険グループが入居）
  - 浦和テクノシティビル（住友生命が所有）
  - スポーツクラブルネサンス浦和店
- 彩の国すこやかプラザ
- さいたま市立常盤中学校
- さいたま市立常盤北小学校

### 東口
東口は埼玉県道164号鴻巣桶川さいたま線（旧中山道）が直近を通り、放射状に一戸建て・中小規模の集合住宅と商店が建ち並んでいる。東口は浦和区内だが、最寄駅が当駅であるため、コンビニエンスストアなどで店名を「与野店」としている店舗もある。駅前広場がなく狭いため、駅前広場を整備する都市計画が決定しており、2009年より地権者に立ち退きを要望しているものの理解を得られておらず、未だ整備されていない。
- 埼玉県立浦和西高等学校
- さいたま市子ども家庭総合センター（あいぱれっと）
- 浦和上木崎郵便局
- 日新火災海上保険 さいたま本社
- さいたま市水道局
- 東日本銀行 与野支店
- 埼玉県道120号上木崎与野停車場線（西高通り） - 駅から東（緑区・浦和木崎）方面へ伸びている。
- 埼玉県道35号川口上尾線（産業道路）

## バス路線
東口より、全て国際興業バスさいたま東営業所が運行する路線バスが発着する。
かつては西口からも路線バスが発着していたが、当駅周辺での商業の空洞化が進み、2010年4月1日をもって平日朝1本のみ運行されていた志03系統（与野本町駅・埼玉大学経由志木駅東口行）が廃止、東口もロータリーに発着するバスが2013年9月20日よりさいたま新都心駅東口に延伸したため、「与野駅東口」停留所が旧中山道上に移設され、当駅のロータリーを発着するバスはなくなった。
1番のりば
- 北浦50・北浦50-3：さいたま新都心駅東口

2番のりば
- 北浦50：北浦和駅東口
- 北浦50-3：北浦和駅ターミナルビル

## 東口側の大ケヤキ
東口側の「西高通り」の始点に当たる旧中山道との交差点（浦和区上木崎）の車道中央部に、「大原（与野駅）の大ケヤキ」と地元民に称される、推定樹齢300年で高さ13メートルの巨大なケヤキの木が樹立していたが、2008年に樹木医の診断で根本部分に回復不能の腐食が見つかり、2010年5月19日深夜に管理者のさいたま市によって伐採された。
切断された木の一部は、駅コンコースに紹介文とともに展示されている。

## その他
- 当駅は旧北足立郡木崎村（旧浦和市木崎）に位置しているが、前身の大原信号場や西口が旧与野町に接しており、かつ与野駅のホームの南端は旧与野市（現中央区）であるため、住民の請願により与野駅が設置された。
- 県道120号の通称「西高通り」は、道路沿いにある浦和西高校の略称から由来している。なお、このほかにさいたま市内で高校名に由来する通り名（通称）としては、北浦和駅東口側の県道65号線沿いに浦和高校があることから名付けられた「浦高通り」がある。
- 2018年にはスマートホームドアの設置が決まり、当初では2021年以降の設置が予定されていたが、2020年12月9日に前倒しとなった[17]。

## 隣の駅
東日本旅客鉄道（JR東日本）
 京浜東北線
■快速・■各駅停車
さいたま新都心駅 (JK 46) - 与野駅 (JK 45) - 北浦和駅 (JK 44)
武蔵野線貨物支線（大宮支線、東北本線直通旅客列車は全列車通過）
西浦和駅 (JM 27) - （別所信号場） - 与野駅 (JK 45)

### 記事本文

##### 広報資料・プレスリリースなど一次資料
1. ↑  “Suicaご利用可能エリアマップ（2001年11月18日当初）” (PDF).   東日本旅客鉄道. 2019年7月27日時点のオリジナルよりアーカイブ。2020年4月29日閲覧。

### 利用状況
1. ↑  埼玉県統計年鑑 - 埼玉県
2. ↑  さいたま市統計書 - さいたま市
3. ↑  旧浦和市統計書 - さいたま市

JR東日本の2000年度以降の乗車人員
1. 1 2  各駅の乗車人員（2023年度） - JR東日本
2. ↑  各駅の乗車人員（2000年度） - JR東日本
3. ↑  各駅の乗車人員（2001年度） - JR東日本
4. ↑  各駅の乗車人員（2002年度） - JR東日本
5. ↑  各駅の乗車人員（2003年度） - JR東日本
6. ↑  各駅の乗車人員（2004年度） - JR東日本
7. ↑  各駅の乗車人員（2005年度） - JR東日本
8. ↑  各駅の乗車人員（2006年度） - JR東日本
9. ↑  各駅の乗車人員（2007年度） - JR東日本
10. ↑  各駅の乗車人員（2008年度） - JR東日本
11. ↑  各駅の乗車人員（2009年度） - JR東日本
12. ↑  各駅の乗車人員（2010年度） - JR東日本
13. ↑  各駅の乗車人員（2011年度） - JR東日本
14. ↑  各駅の乗車人員（2012年度） - JR東日本
15. ↑  各駅の乗車人員（2013年度） - JR東日本
16. ↑  各駅の乗車人員（2014年度） - JR東日本
17. ↑  各駅の乗車人員（2015年度） - JR東日本
18. ↑  各駅の乗車人員（2016年度） - JR東日本
19. ↑  各駅の乗車人員（2017年度） - JR東日本
20. ↑  各駅の乗車人員（2018年度） - JR東日本
21. ↑  各駅の乗車人員（2019年度） - JR東日本
22. ↑  各駅の乗車人員（2020年度） - JR東日本
23. ↑  各駅の乗車人員（2021年度） - JR東日本
24. ↑  各駅の乗車人員（2022年度） - JR東日本

埼玉県統計年鑑
1. ↑  埼玉県統計年鑑（平成12年）
2. ↑  埼玉県統計年鑑（平成13年）
3. ↑  埼玉県統計年鑑（平成14年）
4. ↑  埼玉県統計年鑑（平成15年）
5. ↑  埼玉県統計年鑑（平成16年）
6. ↑  埼玉県統計年鑑（平成17年）
7. ↑  埼玉県統計年鑑（平成18年）
8. ↑  埼玉県統計年鑑（平成19年）
9. ↑  埼玉県統計年鑑（平成20年）
10. ↑  埼玉県統計年鑑（平成21年）
11. ↑  埼玉県統計年鑑（平成22年）
12. ↑  埼玉県統計年鑑（平成23年）
13. ↑  埼玉県統計年鑑（平成24年）
14. ↑  埼玉県統計年鑑（平成25年）
15. ↑  埼玉県統計年鑑（平成26年）
16. ↑  埼玉県統計年鑑（平成27年）
17. ↑  埼玉県統計年鑑（平成28年）
18. ↑  埼玉県統計年鑑（平成29年）
19. ↑  埼玉県統計年鑑（平成30年）
20. ↑  埼玉県統計年鑑（令和元年）
21. ↑  埼玉県統計年鑑（令和2年）
22. ↑  埼玉県統計年鑑（令和3年）